# ブリトニー・カボゥスキー
ブリトニー・マリー・カボゥスキー（Brittney Marie Karbowski、1986年6月26日 - ）は、アメリカ合衆国の女性声優。ファニメーションやADVフィルム、センタイ・フィルムワークスの日本のアニメシリーズの英語版吹き替えを数多く担当する。代表作に『ソウルイーター』のブラック☆スターがある。この他に『FAIRY TAIL』のウェンディ・マーベル、『とある魔術の禁書目録』と外伝作品『とある科学の超電磁砲』の御坂美琴、『Angel Beats!』の仲村ゆりなどを担当した。

## 経歴
テキサス州ヒューストンの『リトル・ショップ・オブ・ホラーズ』や、『スーシカル』、『ペンザンスの海賊』などの演劇作品で女優の道に入る。その後地元の舞台『ロッキー・ホラー・ショー』でジャネット役を演じていた際、監督からの連絡を受けアニメ業界に入り、『ゆめりあ』、『MADLAX』、『白鯨伝説』を担当。更に『ギルガメッシュ』の御室風子で、ADVフィルムでの初の主要キャラクターを演じることとなった。またヒューストン大学に短期間通い、演劇を専攻した。2006年は『ぱにぽにだっしゅ！』の片桐姫子や『JINKI:EXTEND』の津崎青葉といった主人公を、2008年には『Kanon』で、メインヒロインである月宮あゆを演じた。
2007年から、『いつだってMyサンタ!』のヒロインのマイや『ONE PIECE』のアピスなどでファニメーションの声優を務めるようになる。2008年には『砂沙美☆魔法少女クラブ』の美杉杏莉、『京四郎と永遠の空』の白鳥空、『SHUFFLE!』のリシアンサスをグランドホテル方式で、2009年には『まもって！ロリポップ』の主人公である山田二菜を演じた。
2010年には、2013年にアダルトスイムで放送されたファニメーションの吹替版『ソウルイーター』で、主要メンバーの1人のブラック☆スターに抜擢された。更に『鋼の錬金術師 FULLMETAL ALCHEMIST』のプライド、『CLANNAD』の藤林椋を演じ、翌2011年には『そらのおとしもの』のイカロスや『CHAOS;HEAD』の西條七海、『NEEDLESS』のイヴ・ノイシュヴァンシュタインといった主要キャラクターを演じた。
2012年も『B型H系』の山田、『薄桜鬼』の雪村千鶴など主人公を担当し続け、2013年も、『リトルバスターズ!』の棗鈴、『BTOOOM!』のヒミコ、『あそびにいくヨ!』の金武城真奈美のような主要キャラクターを担当。そして2017年、カボゥスキーにとって初となるゲーム向けの吹き替えとして、『AKIBA'S BEAT』のぴんくんを担当した。
声優以外においては、『アップ＆ダウン』のセリー、『パンクチュア 合衆国の陰謀』のスージー、『ザ・スタービング・ゲームズ』のバックパックの少女など、映画にも出演している。また、SF映画『コード・オブ・イービル』でも、主人公ザックスを演じる予定だった。更に、2014年のホラー映画『アトロシティ』でも主演を務めた。

## 私生活
2010年に交通事故により首を骨折し、一時入院した。
2013年10月11日、マシュー・ヘルナンデスと結婚した。

## 出演
太字はメインキャラクター。年表記は日本国内放送時、公開時、発売時のもの。

### 吹き替え

#### テレビアニメ
1993年
- クレヨンしんちゃん（1993年 - 、ふかづめ竜子）

2001年
- 学校の怪談（今井澪）
- ONE PIECE（アピス 他）

2002年
- Kanon（2002年 - 2007年、月宮あゆ） - 2シリーズ

2003年
- 魔探偵ロキ RAGNAROK（大島玲也）
- ギルガメッシュ（御室風子）
- クロノクルセイド（アンナ）

2004年
- ゆめりあ（モネ）
- 北へ。〜Diamond Dust Drops〜（美希）
- MADLAX（ナハル）

2005年
- JINKI:EXTEND（津崎青葉）
- Xenosaga THE ANIMATION（M.O.M.O.）
- AIR（月宮あゆ）
- ケロロ軍曹（子猫〈人間の姿〉）
- 極上生徒会（市川まゆら）
- ふしぎ星の☆ふたご姫（2005年 - 2007年、ファイン）- 2シリーズ
- ぱにぽにだっしゅ！（片桐姫子）
- SHUFFLE!（2005年 - 2007年、リシアンサス） - 2シリーズ
- 強殖装甲ガイバー（2005年 - 2006年、尾沼志津）
- 地獄少女（渋谷みなみ）
- 蟲師（兎澤緒）

2006年
- マジカノ（藤原海）
- しにがみのバラッド。（藤浦トマト、サワコ）
- 牙 -KIBA-（2006年 - 2007年、ロイア）
- スクールランブル 二学期（天王寺美緒）
- エア・ギア（蓮花）
- 桜蘭高校ホスト部（石蕗雛子）
- 砂沙美☆魔法少女クラブ（2006年 - 2007年、美杉杏莉） - 2シリーズ
- うたわれるもの（ドリィ）
- コヨーテ ラグタイムショー（フランカ・ドックリー）
- まもって！ロリポップ（山田二菜）
- シュヴァリエ 〜Le Chevalier D'Eon〜（アンナ）
- RED GARDEN（ローズ・シーディー）
- ゴーストハント（タナット）
- ヤマトナデシコ七変化♥（ラセーヌ）
- D.Gray-man（ソフィア、アンジェラ）
- ネギま！？（アーニャ）

2007年
- 京四郎と永遠の空（白鳥空）
- 東京魔人學園剣風帖 龖（遠野杏子） - 2シリーズ
- 史上最強の弟子ケンイチ（谷本楓）
- CLAYMORE（リフル）
- DARKER THAN BLACK -黒の契約者-（茅沼キコ）
- 電脳コイル（フミエ）
- CLANNAD -クラナド-（2007年 - 2008年、藤林椋） - 2シリーズ
- バンブーブレード（小川芽衣）
- BLUE DROP 〜天使達の戯曲〜（ツバエル）
- 神霊狩/GHOST HOUND（駒玖珠都）
- ef - a tale of memories.（2007年 - 2008年、新藤景） - 2シリーズ
- 灼眼のシャナシリーズ（2007年 - 2012年、緒方真竹） - 2シリーズ

2008年
- GUNSLINGER GIRL -IL TEATRINO-（エンリカ・クローチェ、ペトルーシュカ〈エリザヴェータ・バラノフスカヤ〉）
- ソウルイーター（2008年 - 2009年、ブラック☆スター）
- To LOVEる -とらぶる-（2008年 - 2015年、結城美柑） - 4シリーズ
- S・A〜スペシャル・エー〜（山本芽、雑賀千歳）
- セキレイ（2008年 - 2010年、光） - 2シリーズ
- とある魔術の禁書目録（2008年 - 2019年、御坂美琴、御坂妹、ミサカ10777号、打ち止め〈ラストオーダー〉、番外個体〈ミサカワースト〉） - 3シリーズ
- カオス;ヘッド -CHAOS;HEAD-（西條七海）
- ミチコとハッチン（ルル・リマ）

2009年
- まりあ†ほりっく（2009年 - 2011年、寮長先生） - 2シリーズ
- ドルアーガの塔 〜the Sword of URUK〜（ヘナロ）
- 鋼殻のレギオス（ミィフィ・ロッテン）
- Phantom 〜Requiem for the Phantom〜（キャル・ディヴェンス）
- 鋼の錬金術師 FULLMETAL ALCHEMIST（2009年 - 2010年、セリム・ブラッドレイ / プライド）
- ティアーズ・トゥ・ティアラ（スィール）
- NEEDLESS（イヴ・ノイシュヴァンシュタイン）
- 狼と香辛料II（ヘレーナ）
- 東京マグニチュード8.0（川崎彩）
- そらのおとしもの（2009年 - 2010年、イカロス） - 2シリーズ
- DARKER THAN BLACK -流星の双子-（茅沼キコ）
- FAIRY TAIL（2009年 - 2019年、ウェンディ・マーベル） - 3シリーズ
- とある科学の超電磁砲（2009年 - 2020年、御坂美琴、ミサカ妹、打ち止め〈ラストオーダー〉、ドリー） - 3シリーズ
- けんぷファー（2009年 - 2011年、美嶋紅音） - 2シリーズ

2010年
- Angel Beats!（仲村ゆり）
- 閃光のナイトレイド（苑樹雪菜）
- B型H系（山田）
- 薄桜鬼（2010年 - 2016年、雪村千鶴） - 3シリーズ
- いちばんうしろの大魔王（神山カンナ、三輪ユキコ、リム、報道記者）
- 伝説の勇者の伝説（エナ・アストー、クイール、シオン・アスタール〈幼少期〉）
- ストライクウィッチーズ2（マリア公女〈マリア・ピア・ディ・ロマーニャ〉）
- 学園黙示録 HIGHSCHOOL OF THE DEAD（希里ありす）
- あそびにいくヨ！（金武城真奈美）
- オオカミさんと七人の仲間たち（灰原かかり、白雪与一）
- 神のみぞ知るセカイ（2010年 - 2013年、中川かのん、小阪ちひろ） - 3シリーズ
- えむえむっ!（柊ノア）

2011年
- フリージング（2011年 - 2013年、イングリッド＝バーンシュタイン） - 2シリーズ
- IS 〈インフィニット・ストラトス〉（2011年 - 2013年、セシリア・オルコット） - 2シリーズ
- これはゾンビですか？（2011年 - 2012年、トモノリ〈メイル・シュトローム〉） - 2シリーズ
- 夢喰いメリー（橘勇魚）
- 俺たちに翼はない（香田亜衣）
- 戦国乙女〜桃色パラドックス〜（豊臣ヒデヨシ〈日出佳乃〉）
- 神様のメモ帳（篠崎彩夏）
- 境界線上のホライゾン（2011年 - 2012年、マルガ・ナルゼ、フローレス・バルデス） - 2シリーズ
- ファイ・ブレイン 神のパズル（2011年 - 2013年、アナ・グラム） - 3シリーズ
- 侵略!?イカ娘（紗倉清美）
- ちはやふる（2011年 - 2020年、甘糟那由太、早坂寧々） - 3シリーズ
- マケン姫っ！（2011年 - 2014年、高貴楓蘭） - 2シリーズ
- 真剣で私に恋しなさい!!（椎名京）
- UN-GO（長田安、谷村素子）

2012年
- Another（桜木ゆかり）
- モーレツ宇宙海賊（遠藤マミ）
- あの夏で待ってる（山乃檸檬）
- ハイスクールD×D（2012年 - 2018年、レイヴェル・フェニックス） - 4シリーズ
- 妖狐×僕SS（小人村ちの）
- キルミーベイベー（没キャラ）
- AKB0048（2012年 - 2013年、藍田織音） - 2シリーズ
- 黄昏乙女×アムネジア（小此木ももえ）
- 緋色の欠片（多家良清乃） - 2シリーズ
- ヨルムンガンド（ショコラーデ）
- 謎の彼女X（丘歩子）
- めだかボックス（有明ありあ、安心院なじみ） - 2シリーズ
- カンピオーネ！〜まつろわぬ神々と神殺しの魔王〜（アテナ）
- ココロコネクト（八重樫莉奈）
- 織田信奈の野望（竹中半兵衛）
- うぽって!!（いちろく）
- トータル・イクリプス（イーニァ・シェスチナ）
- この中に1人、妹がいる!（神凪雅）
- 好きっていいなよ。（黒沢凪）
- PSYCHO-PASS サイコパス（島津千香）
- 中二病でも恋がしたい！（2012年 - 2014年、凸守早苗） - 2シリーズ
- さくら荘のペットな彼女（2012年 - 2013年、神田優子）
- BTOOOM!（ヒミコ〈御子神ヘミリア〉）
- ガールズ&パンツァー（2012年 - 2013年、アリサ、スズキ）
- リトルバスターズ!（2012年 - 2013年、棗鈴） - 2シリーズ

2013年
- 問題児たちが異世界から来るそうですよ？（春日部耀）
- 僕は友達が少ないNEXT（日高日向）
- 八犬伝―東方八犬異聞―（観月あやね） - 2シリーズ
- 閃乱カグラ（2013年 - 2018年、葛城） - 2シリーズ
- たまこまーけっと（北白川あんこ）
- 進撃の巨人（2013年 - 2019年、ヒッチ・ドリス） - 3シリーズ
- デート・ア・ライブ（2013年 - 2019年、八舞耶倶矢） - 3シリーズ
- 絶対防衛レヴィアタン（ヨルムンガンド）
- Fate/kaleid liner プリズマ☆イリヤ（2013年 - 2016年、桂美々） - 4シリーズ
- ローゼンメイデン（翠星石）
- 犬とハサミは使いよう（秋月マキシ）
- DIABOLIK LOVERS（2013年 - 2015年、クリスタ、無神コウ〈幼少期〉） - 2シリーズ
- 境界の彼方（新堂愛）

2014年
- 魔法戦争（伊田二葉）
- ウィザード・バリスターズ 弁魔士セシル（須藤セシル）
- スペース☆ダンディ（長女）
- 棺姫のチャイカ（チャイカ・ボフダーン） - 2シリーズ
- ブラック・ブレット（片桐弓月）
- Selector infected WIXOSS（ピルルク） - 2シリーズ
- ブレイクブレイド（クレオ・サーブラフ）
- アカメが斬る！（アリア）
- ハナヤマタ（山ノ下祥子）
- LOVE STAGE!!（篠架純、ガガルル）
- 寄生獣 セイの格率（ミギー）
- クロスアンジュ 天使と竜の輪舞（2014年 - 2015年、ヴィヴィアン）
- トリニティセブン（セリナ＝シャルロック）
- 甘城ブリリアントパーク（中城椎菜）

2015年
- 艦隊これくしょん -艦これ-（川内）
- 食戟のソーマ（2015年 - 2020年、新戸緋沙子） - 6シリーズ
- SHOW BY ROCK!!（2015年 - 2016年、まりまり） - 2シリーズ
- 下ネタという概念が存在しない退屈な世界（早乙女乙女）
- GATE 自衛隊 彼の地にて、斯く戦えり（2015年 - 2016年、レレイ・ラ・レレーナ） - 2シリーズ
- モンスター娘のいる日常（パピ）
- がっこうぐらし！（丈槍由紀）
- うしおととら（2015年 - 2016年、檜山勇、オマモリサマ、時逆、時順、レイシャ） - 2シリーズ
- 進撃！巨人中学校（ヒッチ・ドリス）
- ハイキュー!!シリーズ（2015年 - 2020年、谷地仁花） - 3シリーズ

2016年
- 宇宙パトロールルル子（ルル子）
- 田中くんはいつもけだるげ（莉乃）
- 鬼斬（茨木童子）
- モンスターハンター ストーリーズ RIDE ON（2016年 - 2018年、リュート）
- フリップフラッパーズ（パピカ、その他）

2017年
- CHAOS;CHILD（西條七海）
- クズの本懐（鴎端のり子〈最可〉）
- アリスと蔵六（雛霧あさひ）
- 終末なにしてますか？ 忙しいですか？ 救ってもらっていいですか？（アイセア・マイゼ・ヴァルガリス）
- 覆面系ノイズ（杠花奏〈幼少期〉）
- 武装少女マキャヴェリズム（鳴神虎春）
- ドラゴンボール超（クス）
- ようこそ実力至上主義の教室へ（松下千秋）
- ゲーマーズ！（天道花憐）
- ひとりじめマイヒーロー（良子、大柴健介〈小学生〉）
- メイドインアビス（ナナチ）
- 宝石の国（ジルコン）
- UQ HOLDER! 〜魔法先生ネギま!2〜（近衛刀太）
- Just Because!（小宮恵那）

2018年
- 七つの美徳（メタトロン）
- ハクメイとミコチ（ハクメイ）
- 三ツ星カラーズ（青山琴葉）
- 奴隷区 The Animation（町屋マチ）
- 僕のヒーローアカデミア（2018年 - 2020年、現見ケミィ） - 2シリーズ
- 殺戮の天使（エディ〈エドワード・メイソン〉）
- 少女☆歌劇 レヴュースタァライト（愛城華恋）
- やがて君になる（叶こよみ）
- 転生したらスライムだった件（2018年 - 2021年、スライム→リムル＝テンペスト） - 3シリーズ

2019年
- ブギーポップは笑わない（里香）
- BanG Dream!シリーズ（2019年 - 2020年、ロック〈朝日六花〉） - 2シリーズ
- とある科学の一方通行（ラストオーダー、シスターズ）
- あんさんぶるスターズ！（紫之創）
- 荒ぶる季節の乙女どもよ。（小野寺和紗）
- あひるの空（2019年 - 2020年、幼少期の空）
- アサシンズプライド（メリダ＝アンジェル）
- ライフル・イズ・ビューティフル（2019年 - 2020年、小倉ひかり）
- アズールレーン（2019年 - 2020年、グローウォーム）
- 神田川JET GIRLS（エミリー・オレンジ）

2020年
- 魔術士オーフェンはぐれ旅（2020年 - 2021年、ボルカン） - 2シリーズ
- グレイプニル（青木紅愛）
- ピーター・グリルと賢者の時間（ミッチー・ペリグリム）
- ライフ・イズ・ビューティフル (小倉ひかり）

2021年
- 戦闘員、派遣します！（グリム）

- 女神寮の寮母くん。（南雲孝士[121]）

#### 劇場アニメ
2007年
- 劇場版 灼眼のシャナ（緒方真竹）

2009年
- サマーウォーズ（陣内祐平）

2010年
- 劇場版 銀魂 新訳紅桜篇（村田鉄子、柳生九兵衛）
- プランゼット（明嶋こよみ）
- 劇場版 ブレイク ブレイドシリーズ（2010年 - 2011年、クレオ・サーブラフ） - 6作品
- 銀幕ヘタリア Axis Powers Paint it, White（白くぬれ!）（ピクト姫）
- カラフル（佐野唱子）

2011年
- 星を追う子ども（矢崎ユウ、セリ）
- そらのおとしものシリーズ（2011年 - 2014年、イカロス） - 2作品

2013年
- 劇場版 とある魔術の禁書目録 -エンデュミオンの奇蹟-（御坂美琴、御坂妹、打ち止め〈ラストオーダー〉）
- SHORT PEACE『オープニング』（黒澤麻衣）
- 言の葉の庭（タカオの兄の彼女〈寺本梨花〉）
- 薄桜鬼シリーズ（2013年 - 2014年、雪村千鶴） - 2作品
- 中二病でも恋がしたい！シリーズ（2013年 - 2018年、凸守早苗） - 2作品

2014年
- モーレツ宇宙海賊 ABYSS OF HYPERSPACE -亜空の深淵-（遠藤マミ）
- たまこラブストーリー（北白川あんこ）

2015年
- 劇場版 境界の彼方 -I'LL BE HERE-（新堂愛）
- バケモノの子（二郎丸〈幼少期〉）
- 劇場版デート・ア・ライブ 万由里ジャッジメント（八舞耶俱矢）
- ガールズ&パンツァー 劇場版（アリサ、スズキ）

2016年
- 劇場版selector destructed WIXOSS（ピルルク / 水嶋清衣）

2017年
- トリニティセブンシリーズ（2017年 - 2019年、セリナ＝シャルロック） - 2作品

2019年
- メイドインアビスシリーズ（2019年 - 2020年、ナナチ） - 2作品
- 劇場版「BanG Dream! FILM LIVE」（ロック〈朝日六花〉）

2020年
- 巨蟲列島（松岡歩美）

#### OVA
2005年
- いつだってMyサンタ!（マイ）

2006年
- 円盤皇女ワるきゅーレ 時と夢と銀河の宴（まゆみ、ノート、鳥、猫耳、生徒）

2007年
- MURDER PRINCESS（ミラノ＝エントラシア）
- ICE（サツキ）
- デッドガールズ（ローズ・シーディー）

2008年
- 魔法先生ネギま！シリーズ（2008年 - 2010年、アーニャ） - 3作品
- 絶対衝激 〜PLATONIC HEART〜（大門寺優）

2009年
- To LOVEる -とらぶる-シリーズ（2009年 - 2016年、結城美柑）
- 異世界の聖機師物語（2009年 - 2010年、ヴァネッサ）
- OVA うたわれるもの（2009年 - 2010年、ドリィ）
- 灼眼のシャナＳ（2009年 - 2010年、緒方真竹）

2011年
- バカとテストと召喚獣 〜祭〜（菊入真由美）
- 学園黙示録 Drifters of the DEAD（希里ありす）
- これはゾンビですか？シリーズ（2011年 - 2012年、トモノリ〈メイル・シュトローム〉） - 3作品
- あそびにいくヨ！OVAすぺしゃる『おーぶいえーであそびにきました！！』（金武城真奈美）
- 薄桜鬼 雪華録（雪村千鶴）
- 神のみぞ知るセカイシリーズ（2011年 - 2013年、中川かのん） - 2作品
- IS〈インフィニット・ストラトス〉シリーズ（2011年 - 2014年、セシリア・オルコット）

2012年
- 謎の彼女X『謎の夏祭り』（丘歩子）
- ハイスクールD×Dシリーズ（2012年 - 2013年、レイヴェル・フェニックス） - 2作品

2013年
- OVAの中に1人、妹がいる!（神凪雅）
- 問題児たちが異世界から来るそうですよ？〜温泉漫遊記〜（春日部耀）
- キルミーベイベー『ぶつぞうけがってにせはろうぃーん』（没キャラ）

2014年
- リトルバスターズ! EX（棗鈴）
- Fate/kaleid liner プリズマ☆イリヤシリーズ（2014年 - 2019年、桂美々） - 2作品

2015年
- 棺姫のチャイカ AVENGING BATTLE（チャイカ・ボフダーン）
- 閃乱カグラ ESTIVAL VERSUS -水着だらけの前夜祭-（葛城）

2017年
- UQ HOLDER! 〜魔法先生ネギま!2〜（近衛刀太）
- ガールズ&パンツァー 最終章（2017年 - 、アリサ、スズキ） - 6作品予定

2019年
- グリザイア：ファントムトリガー THE ANIMATION（深見玲奈）

#### Webアニメ
2006年
- 幕末機関説 いろはにほへと（こばこ）

#### ゲーム
2013年
- 鬼斬（茨木童子）

2016年
- AKIBA'S BEAT（ぴんくん）

2017年
- 蒼き革命のヴァルキュリア（サラ・ベナー）

2021年
- ワールズエンドクラブ（チュー子）

### 映画
- パンクチュア 合衆国の陰謀（英語版）（スージー[7]）
- ザ・スタービング・ゲームズ（英語版）（バックパックの少女[128]）